# Ignacio Ávila
Ignacio Ávila (nacido en Jerez de García Salinas, Zacatecas), más conocido como El Calavera Ávila, fue un futbolista y entrenador mexicano, que jugaba en la posición de mediocampista ofensivo. Jugó para varios equipos entre ellos el Calaveras del Terror, Unión, Marte del Algodonal, Club Deportivo Guadalajara, Selección Jalisco, Club Deportivo Marte, Necaxa y Club de Fútbol Atlante.
Nace en Jerez de García Salinas, Zacatecas, pero a los tres años de edad se muda a la ciudad de Guadalajara, Jalisco. Empieza a jugar a fútbol en el barrio de El Algodonal en la ciudad de Guadalajara, su primer equipo fue el "Calaveras del Terror", formado por un grupo de amigos del barrio que tomaron el nombre de una serie que pasaban en los cines en los años 1920s, nombre que al momento de irse a otro club se convirtió en el sobrenombre de Ignacio, "El Calavera".
Debuta en 1925 en la Primera Fuerza de la Liga Amateur de Jalisco con el Marte del Algodonal y en 1926 pasa a jugar con el Club Deportivo Guadalajara, pronto se haría destacar y logró llegar a la Selección Jalisco, la cual disputaría una serie de encuentros en la Ciudad de México, al finalizar esta gira el General Aguirre, presidente del Marte, le ofreció quedarse en la capital a cambio de un sueldo mayor y grandes prestaciones, a lo que el Calavera aceptó y fue así que en 1929 llega a jugar al Marte.
Por 1930 la prensa de la Ciudad de México lo proclamó como el mejor medio centro de México, y debido al "misticismo" con que tocaba el balón un extasiado cronista capitalino lo apodó "El Sacerdote del Fútbol". Ese mismo año llega al Necaxa, y forma parte de los llamados "11 hermanos", en este equipo conseguiría los títulos amateurs de 1932-33, 1934-35, 1936-37 y 1937-38. Para la temporada 1938-39 pasa a las filas del Atlante.
Después de su retiro como fútbol, inicia una carrera como entrenador que empezó junto con la época profesional del fútbol mexicano. En 1945 reemplazó a Nemesio Tamayo en la dirección técnica del Guadalajara, su aporte fueron "las tácticas que aprendió en Necaxa; era buen técnico", dijo Rafael Orozco entonces jugador del Guadalajara.
Un dato curioso que sucedió una vez que era entrenador, ocurrió en un partido entre el Veracruz y el Guadalajara el 25 de noviembre de 1945. Los jugadores José "Pelón" Gutiérrez y Miguel Salcedo, ambos de El Salto (Jalisco), no se presentaron al entrenamiento, por lo cual los directivos de Chivas les impusieron una sanción, por lo que sus paisanos el "Pablotas" González y Francisco "Borrego" Silva, al no estar de acuerdo con la sanción, fueron solidarios con los 2 jugadores y el jueves antes de partir a Veracruz los cuatro jugadores no se presentaron a la cita. Al contar con un equipo diezmado, al entrenador no le quedó más que entrar al campo y ponerse los botines una vez más, así fue que el Calavera regresó del retiro para jugar un partido más con el Guadalajara, desafortunadamente el equipo perdió ese encuentro.
Con la Selección de fútbol de México disputó las eliminatorias a la Copa Mundial de Fútbol de 1934 y los III y IV Juegos Centroamericanos y del Caribe en 1935 y 1938.